# Rivière Shipastouk
Rivière Shipastouk är en gren av Rivière Rupert i Kanada.   Den ligger i provinsen Québec, i den östra delen av landet, 700 km norr om huvudstaden Ottawa.